# روی جی. گلوبر
روی. جی گلوبر (به انگلیسی: Roy J. Glauber) (زاده ۱ سپتامبر ۱۹۲۵ – درگذشته ۲۶ دسامبر ۲۰۱۸) فیزیک‌دان نظری آمریکایی بود. او پروفسور فیزیک در دانشگاه هاروارد و پروفسور کمکی علوم نوری در دانشگاه آریزونا بود. گلوبر در سال ۲۰۰۵ برای همکاری در نظریه کوانتومی انسجام نوری موفق به دریافت جایزه نوبل فیزیک شد.

## زندگی
گلوبر در شهر نیویورک متولد شد.
در سال ۱۹۴۱ از مدرسه عالی علوم برانکس فارغ‌التحصیل شد.
او در سن ۱۸ سالگی یکی از جوانترین دانشمندان پروژه منهتن بود.
در سال ۱۹۴۹ دکترای خود را از دانشگاه هاروارد گرفت.

## جوایز
- ۱۹۸۵: مدال آلبرت مایکلسون از مؤسسه فرانکلین در فیلادلفیا، جایزه ماکس برن از جامعه اپتیک آمریکا
- ۱۹۹۶: جایزه دانی هینمن برای فیزیک ریاضی از جامعه فیزیک آمریکا
- ۲۰۰۵: جایزه نوبل در فیزیک برای همکاری در نظریه کوانتومی انسجام نوری[۲]